# مایکل بنت
مایکل بنت (به انگلیسی: Michael Bennet) (زادهٔ ۲۸ نوامبر ۱۹۶۴) سناتور ارشد ایالات متحده از کالرادو است که از سال ۲۰۰۹ این کرسی را در اختیار داشته‌است. او که عضو حزب دمکرات است، پس از استعفای کن سالازار برای تصدی وزارت کشور ایالات متحده به این سمت گمارده شد. او پیشتر به عنوان مدیرکل در شرکت سرمایه‌گذاری انشوتس، رئیس دفتر جان هیکنلوپر شهردار وقت دنور و مدیر مدارس دولتی دنور کار می‌کرد.
بنت فرزند داگلاس جی بنت، از مسئولین سابق وزارت امور خارجه آمریکا و رئیس سابق دانشگاه ولزین است. بنت در ابتدای فعالیت خود برای ریچارد سلست فرماندار اهایو کار کرد. سپس مدرک جی دی را دریافت کرد و به عنوان کاراموز حقوقی و سپس مشاور حقوقی برای قائم مقام دادستان کل ایالات متحده در دولت کلینتون کار کرد.
بنت در سال ۲۰۰۵ رئیس سامانه مدارس دولتی دنور شد. در اواخر سال ۲۰۰۸ گمانه زنی شد که بنت از نامزدهای اوباما برای وزارت آموزش آمریکا باشد. او در ژانویه ۲۰۰۹ پس از خالی شدن کرسی سنای ایالات متحده کن سالازار از سوی بیل ریتر فرماندار کالرادو به این سمت منصوب شد. بنت در انتخابات ۲۰۱۰ سنا با غلبه بر کن باک نامزد جمهوریخواه به سنا انتخاب شد. او در انتخابات ۲۰۱۴ رئیس کمیته کمپین سناتوری دمکرات بود و در سال ۲۰۱۶ مجدداً انتخاب شد.
بنت در ۲ مه ۲۰۱۹ کاندیداتوری خود را برای کسب نامزدی حزب دمکرات در انتخابات ریاست جمهوری ۲۰۲۰ اعلام کرد.